# Kom Zot
Kom Zot est un groupe de reggae réunionnais plus précisément du quartier populaire appelé Le Chaudron, formé en 1991, Kom Zot est les pionniers Reggae Made in Réunion. A l'origine de ce groupe, Luciano Mabrouck qui souhaitait reformer "Koman Na Fé" son groupe de maloya électrique fait appel à Michel Andamaye et Pascal Gaps. Guy-Noel Alexis qui était de la première aventure les rejoint, Kom Zot est né. 
Originaire du Chaudron, ce quartier de Saint-Denis de la Réunion qui comme son nom l’indique est réputé chaud. Cette chaleur, ils le font passer positivement dans leur musique.
Kom Zot revendique un reggae local et chante la plupart de ses chansons en créole réunionnais.
Plusieurs premières parties de groupes tels que Lee Scratch Perry ou encore The Gladiators.

## Formation
- Luciano Mabrouck : chant, guitare
- Guy Noel Alexis : claviers
- Gregory Megarus : claviers
- Pascal Gaps : batterie
- Jamy Pedro : basse
- Rodolphe Celeste : guitare
- Laurent Begue : chœurs
- François Suzanne : chœurs
- Thierry Hesler : trompette
- Pierre Thaï Thong : trombone

## Discographie
- 1994 : Rebel kabare, Discorama
- 1996 : Pelerinaz, Discorama
- 2000 : Sweet, Discorama
- 2002 : Le meilleur de Kom Zot, Discorama
- 2005 : Kom Zot family-974 Reggae, MaronRprod
- 2007 : Fé In Zes, MaronRprod
- 2012 : Kaz Maron, Single, MaronRprod
- 2014 : Livication, MaronRprod
- 2016 : Net-Album - Kom Zot 25, MaronRprod
- 2018 : Livication , MaronRprod

### Médiagraphie
- Kom Zot, ni plus, ni moins, de Nawar Productions, 504 Productions, Réunion 1ère, France Télévisions, 15 mars 2017, documentaire, 52 min [1],[2]